# Thorsten Trelenberg

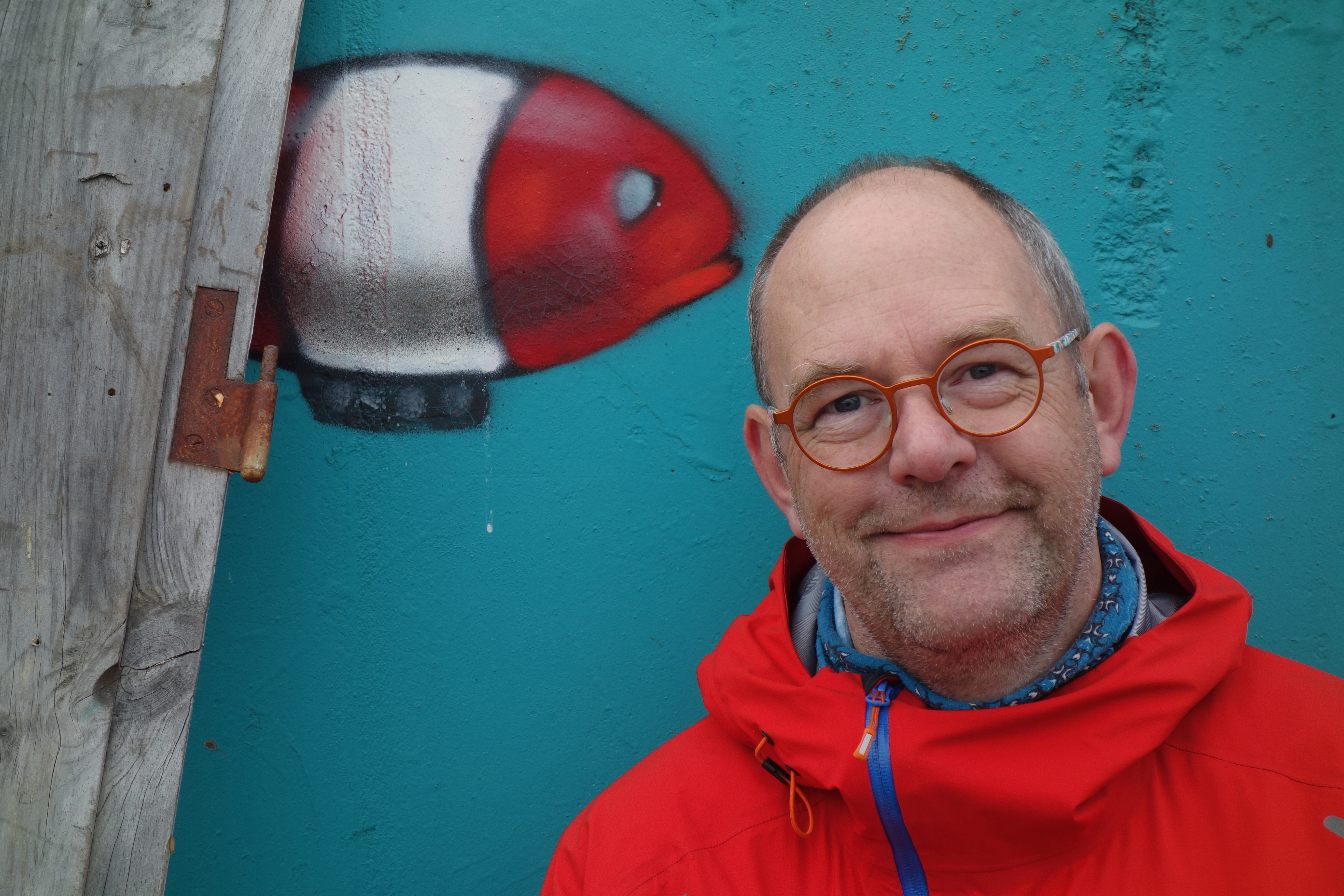
Thorsten Trelenberg (2019)

Thorsten Trelenberg (* 30. Mai 1963 in Schwerte) ist ein deutscher Lyriker.

## Leben
Geboren in Schwerte, lebt und arbeitet Trelenberg dort heute als freier Schriftsteller. Er schreibt Gedichte und Erzählungen, außerdem gestaltet er Kinderbilderbücher. Daneben arbeitet er auch an interdisziplinären Kunstprojekten mit.
Seit 2015 hat Trelenberg den Juryvorsitz und Sekretariat für den Alfred-Müller-Felsenburg-Preis für aufrechte Literatur, mit dem er 2012 selbst ausgezeichnet worden war. Er ist Mitglied im Verband deutscher Schriftsteller und deren Bezirkssprecher in der Regionalgruppe Dortmund und Mitglied des PEN Zentrums Deutschland. Außerdem war Trelenberg Vorstandsmitglied der Fritz Hüser-Gesellschaft, mit der er weiterhin intensiv zusammenarbeitet. 

## Auszeichnungen
- 1998: Preisträger beim 3. Literaturwettbewerb Kreis Unna für eine Kurzgeschichte
- 2005: Nominierung für den Ernst-Meister-Lyrikförderpreis der Stadt Hagen
- 2006: Würdigung im Rahmen der EmscherKunstTage für das Projekt „Quelle des Stromes der Bäume im Hain der Poesie“
- 2012: Alfred-Müller-Felsenburg-Preis für aufrechte Literatur
- 2015: artist-in-residence Klaustrid at Skriduklaustur, Island
- 2016: artist-in-residence Hvitahus Hellisandur, Island

## Werke
Lyrik
- Delphinflug. Gedichte. (= Lyrik in der Blauen Eule 35.) Verlag Die Blaue Eule,  Essen 1998, ISBN 3-89206-858-5.
- Lufthunger. Gedichte. Scheffler-Verlag, Herdecke 1999, ISBN 3-89704-058-1.
- Sommerherzen. Gedichte. Scheffler-Verlag, Herdecke 2000, ISBN 3-89704-142-1.
- Für das Erinnern. Poetisches Mahnmal gegen das Vergessen. Gedichte. Scheffler-Verlag, Herdecke 2000, ISBN 3-89704-129-4.
- Kopfgeräusche. Gedichte. ATE-Edition, Münster 2001, ISBN 3-89781-008-5.
- StadtLandFlussPoet. Ausgewählte Gedichte. Selbstverlag, Schwerte 2012, DNB 1021365807.
- zus. mit Ilona Kischa, Francois Denine: Buntelig. Gedichte. Selbstverlag, Schwerte 2013, DNB 1046155687.
- Flusspoet. Gedichte. Selbstverlag, Schwerte 2013, DNB 1036390683. Vollständig überarbeitete Ausgabe, Verlag Dortmunder Buch, Dortmund 2018, ISBN 978-3-945238-27-1.
- Für das Erinnern. Gedichte. Selbstverlag, Schwerte 2013, DNB 1036390659. 5. überarbeitete Auflage, Verlag Dortmunder Buch, Dortmund 2018, ISBN 978-3-945238-19-6.
- Eisland. Island Zyklus. Schwerte 2013,  2014, 2016.
- Himmelssegler. Gunnarsson-Zyklus. Schwerte 2014.
- Lakenlandchaften. Liebesgedichte. Selbstverlag, Schwerte 2014, DNB 1064676162.
- Tintenrosen / Atramentowe Róże. Gedichte. Emschergenossenschaft, Essen 2015.
- Emscherland. Gedichte. Schwerte 2016.
- dichter:leben. Gedichte. Selbstverlag, Schwerte 2016, DNB 1082390968.
- Kalligrafie der Gezeiten. Gedichte. Schwerte 2016.
- Das atmende Lid. Gedichte. Verlag Dortmunder Buch, Dortmund 2017, ISBN 978-3-945238-20-2.
- Herzklappenartisten. Ausgewählte Liebesgedichte. Verlag Dortmunder Buch, Dortmund 2018, ISBN 978-3-945238-22-6.

Bilderbücher
- Wenn der Rettungsdienst kommt. Stumpf & Kossendy, Edewecht 2000.
- Unterwegs mit den Flusspiraten. (= Flusspiraten Heft 1.) Emschergenossenschaft, Essen 2008.
- Unterwegs mit den Flusspiraten und Flussmanagern. (= Flusspiraten Heft 2.) Emschergenossenschaft, Essen 2010.
- Unterwegs mit den Flusspiraten an der Baustelle. (= Flusspiraten Heft 3.) Emschergenossenschaft, Essen 2010.
- Unterwegs mit den Flusspiraten zur Geburtstagsfeier am Fluss. (= Flusspiraten Heft 4.) Emschergenossenschaft, Essen 2011.
- Unterwegs mit den Flusspiraten auf der Suche nach dem Regenwasser. (= Flusspiraten Heft 5.) Emschergenossenschaft, Essen 2011.
- Unterwegs mit den Flusspiraten zur Kläranlage. (= Flusspiraten Heft 6.) Emschergenossenschaft, Essen 2011.
- Unterwegs mit den Flusspiraten zum Hochwasserschutz. (= Flusspiraten Heft 7.) Emschergenossenschaft, Essen 2012.
- Unterwegs mit den Flusspiraten zu den Brücken am Fluss. (= Flusspiraten Heft 8.) Emschergenossenschaft, Essen 2012.
- Unterwegs mit den Flusspiraten auf Grundwassersuche. (= Flusspiraten Heft 9.) Emschergenossenschaft, Essen 2013.
- Unterwegs mit den Flusspiraten zur Kunst am Fluss. (= Flusspiraten Heft 10.) Emschergenossenschaft, Essen 2013.
- Unterwegs mit den Flusspiraten zu den Bachpiraten. (= Flusspiraten Heft 11.) Emschergenossenschaft, Essen 2013.
- Unterwegs mit den Flusspiraten zum Kanal. (= Flusspiraten Heft 12.) Emschergenossenschaft, Essen 2014.
- Unterwegs mit den Flusspiraten. Den Schadstoffen auf der Spur. (= Flusspiraten Heft 13.) Emschergenossenschaft, Essen 2014, außerdem Übersetzungen in zahlreiche Sprachen.
- Unterwegs mit den Flusspiraten zu den Pumpwerken. (= Flusspiraten Heft 14.) Emschergenossenschaft, Essen 2015.
- Unterwegs mit den Flusspiraten zu den erneuerbaren Energien. (= Flusspiraten Heft 15.) Emschergenossenschaft, Essen 2015.
- Balduin und die See-Kids. Bürgerschaft Essen-Heisingen und Essen-Kupferdreh, Essen 2015.
- Unterwegs mit den Flusspiraten auf Schatzsuche. (= Flusspiraten Heft 16.) Emschergenossenschaft/Lippeverband, Essen 2016.
- Unterwegs mit den Flusspiraten zum Wasser in der Stadt. (= Flusspiraten Heft 17.) Emschergenossenschaft/Lippeverband, Essen 2016.
- Unterwegs mit den Flusspiraten zu den Tieren am Bach. (= Flusspiraten Heft 18.) Emschergenossenschaft/Lippeverband, Essen 2017, DNB 1140663917.

als Herausgeber
- zus. mit Matthias Engels (Hrsg.), Thomas Kade (Hrsg.): all over heimat. Anthologie. Stories und Friends, Lehrensteinsfeld 2019, ISBN 978-3-942181-89-1.